# Escles
Escles település Franciaországban, Vosges megyében. Lakosainak száma 385 fő (2022. január 1.). Escles Jésonville, Lerrain, Pierrefitte, Ville-sur-Illon, Vioménil, Belrupt, Charmois-l’Orgueilleux és Harol községekkel határos.

## Népesség
A település népességének változása:
| Lakosok száma | 419  | 430  | 447  | 436  | 435  | 434  | 418  | 401  | 385  |
|               | 2013 | 2015 | 2016 | 2017 | 2018 | 2019 | 2020 | 2021 | 2022 |